# Właściwe mięśnie małżowiny usznej

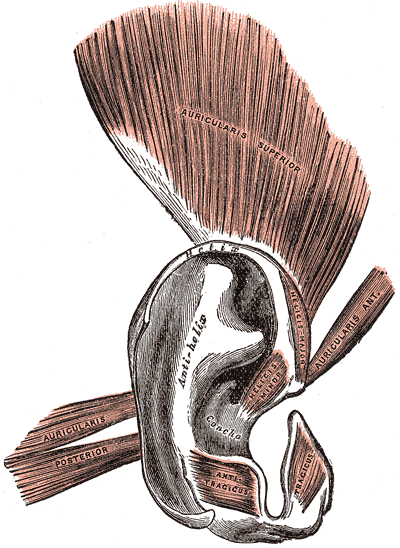
Mięśnie małżowiny usznej.

Właściwe mięśnie małżowiny usznej – w anatomii człowieka grupa drobnych mięśni leżących w obrębie małżowiny usznej, zaczynających się i kończących się na jej chrząstce. Zaliczane są do grupy mięśni wyrazowych. Należy tu na ogół sześć mięśni: mięsień skrawka (musculus tragicus), mięsień przeciwskrawka (musculus antitragicus), mięsień większy obrąbka (musculus helicis major), mięsień mniejszy obrąbka (musculus helicis minor), mięsień poprzeczny małżowiny (musculus transversus auriculae), mięsień skośny małżowiny (musculus obliquus auriculae). Czasem występuje także mięsień rylcowo-uszny (musculus styloauricularis). Wszystkie mięśnie tej grupy unerwione są przez nerw twarzowy. Są mięśniami szczątkowymi, zmiennymi i bez większego znaczenia czynnościowego.